# ウォーアイニー
「ウォーアイニー」は、高橋瞳とBEAT CRUSADERSが「高橋瞳×BEAT CRUSADERS」名義で発表した楽曲。シングルとしては2009年9月9日にソニー・ミュージックレコーズから発売された。

## 概要
BEAT CRUSADERSのDVD『Oh my ZEPP/PRETTY IN PINK FLAMINGO』収録のドラマに高橋が出演したことがきっかけとなり、タッグが組まれての楽曲リリースとなった。そのドラマのサウンドトラックである『PRETTY IN PINK FLAMINGO サウンドトラック』と同時発売。表題曲も収録されている。
高橋は2008年6月発売の『あたしの街、明日の街』以来1年3か月ぶりの新作であり、BEAT CRUSADERSはシングル作品としては2008年1月発売の『WINTERLONG』以来1年8か月ぶりの新作となる。また、BEAT CRUSADERSにとっては初の和文表記タイトル作品である。
初回特典として、『銀魂』描き下ろしセルシートが封入。
本作にはPVが2種類存在する（演奏シーンだけで編集されたものと、ドラマの続編ともいえるシーンが入ったフルバージョンの2種類）。
オリコン週間シングルチャートでは初登場14位を記録した。高橋のシングル作品としては、同じく『銀魂』エンディングテーマであった「キャンディ・ライン」以来4作振りのトップ20入りを果たした。

## 収録曲
全曲作詞：タカハシヒトミ（#2 高橋瞳）　作曲/編曲：BEAT CRUSADERS
1. ウォーアイニー (4:02)
テレビ東京系アニメ「銀魂」14期エンディングテーマ。
シルシルミシルさんデーの番組終盤にBGMとしても使用された。
2. 珈琲ミルク (4:13)
3. ウォーアイニー（アニメ「銀魂」ver.） (1:29)